# Papilio alphenor
Papilio alphenor är en fjärilsart som beskrevs av Pieter Cramer 1776. Papilio alphenor ingår i släktet Papilio och familjen riddarfjärilar. Inga underarter finns listade i Catalogue of Life.